# توک فورک (ویرجینیا)
توک فورک، ویرجینیا (به انگلیسی: Tuck Fork, Virginia) یک محدوده ثبت‌نشده در ایالات متحده آمریکا است که در شهرستان کینگ ویلیام ایالت ویرجینیا واقع شده‌است.